# Heavier Things
Heavier Things é o segundo álbum de estúdio do cantor e guitarrista John Mayer, lançado em 2003. É descrito como um álbum de soft rock. O disco estreou no número um na Billboard 200 dos Estados Unidos, vendendo mais de 317.000 cópias em sua primeira semana de vendas. Apesar de algumas críticas às composições de Mayer, Heavier Things recebeu críticas positivas dos críticos.

## Recepção da critica
Após seu lançamento, o álbum recebeu críticas positivas de críticos de música; detém uma pontuação agregada de 67/100 no Metacritic. Apesar de escrever que "suas letras autoconscientes podem atrapalhar", Russell Baillie, do The New Zealand Herald, elogiou a musicalidade de Mayer e atribuiu ao álbum 4 de 5 estrelas. James Hunter, da revista Rolling Stone, chamou Heavier Things de "um álbum igualmente disponível, porém mais sofisticado" do que o Room for Squares. Revista Spin disse: "Infelizmente, a ideia de um bom momento para Mayer envolve a contratação de músicos de jazz para parecer o 'James Taylor dos anos 80'".

### Prêmios e honras
Mayer ganhou seu primeiro single número um com "Daughters", além de um Grammy de 2005 para a Canção do Ano, derrotando Alicia Keys e Kanye West. Ele dedicou o prêmio a sua avó, Annie Hoffman, que morreu em maio de 2004. Ele também ganhou Melhor Performance Vocal Pop Masculina, derrotando Elvis Costello, Prince e Seal pelo prêmio. Na 37ª Cerimônia Anual de Indução do Hall da Fama dos Compositores, em 2006, Mayer foi homenageado com o Hal David Starlight Award.

## Lista de faixas
Todas as faixas escritas e compostas por John Mayer, exceto onde indicado. 
| N.º | Título                 | Compositor(es)         | Duração |  |
| 1.  | "Clarity"              |                        | 04:28   |  |
| 2.  | "Bigger Than My Body"  |                        | 04:26   |  |
| 3.  | "Something's Missing"  |                        | 5:04    |  |
| 4.  | "New Deep"             |                        | 04:07   |  |
| 5.  | "Come Back to Bed"     |                        | 05:23   |  |
| 6.  | "Home Life"            | Mayer; David LaBruyere | 04:14   |  |
| 7.  | "Split Screen Sadness" |                        | 05:06   |  |
| 8.  | "Daughters"            |                        | 03:58   |  |
| 9.  | "Only Heart"           |                        | 03:52   |  |
| 10. | "Wheel"                |                        | 05:33   |  |

## Equipe e colaboradores
Principais músicos
- John Mayer — vocal em todas as faixas, guitarras em todas as faixas
- David LaBruyere — baixo em todas as faixas, exceto a 8
- Jamie Muhoberac — teclado em todas as faixas, exceto a 9
- Lenny Castro — percussão em todas as faixas, exceto 6, 9 e 10

| Músicos adicionais - Matt Chamberlain — bateria nas faixas 1, 2, 3, 6 e 10 - Steve Jordan — bateria nas faixas 3, 4 e 5 - Greg Leisz — lap steel guitar nas faixas 2 e 5 - Questlove — bateria na faixa 1 - Roy Hargrove — trompete na faixa 1 - Michael Chaves — guitarra na faixa 3 - Dan Higgins — saxofone na faixa 5 - Jerry Hey — trompete na faixa 5 - Leroy Miller — programação na faixa 7 - J. J. Johnson — bateria na faixa 9 |  | Colaboradores adicionais - John Mayer — direção de arte - Jack Joseph Puig — produção, mixagem, gravação - Chad Franscoviak — engenharia de áudio - Ross Petersen — engenharia adicional - Chris Steffen — engenharia adicional - Lars Fox — engenharia digital - Bob Ludwig — masterização - Ames Design — design gráfico - Danny Clinch — fotografia - Chapman Baehler — fotografia da capa |